# Asaccus nasrullahi
Asaccus nasrullahi е вид влечуго от семейство Phyllodactylidae. Видът не е застрашен от изчезване.

## Разпространение и местообитание
Разпространен е в Иран.
Обитава райони с умерен климат, гористи местности, планини и степи.

## Описание
Популацията на вида е стабилна.